# Perrine Galand-Willemen
Pour les articles homonymes, voir Galand.
 (novembre 2017).
Perrine Galand est une latiniste française.

## Biographie
Perrine Galand, épouse de Raymond Willemen, née le 19 août 1956, fille de Lionel Galand (1920-2017, DE à l'EPHE : Inscriptions libyques et berbères)  et Paulette Galand-Pernet (1919-2011, directeur de recherche (littératures orales berbères) au CNRS), ancienne élève de l'École normale supérieure de jeunes filles (promotion 1976), agrégée de lettres classiques (1978), docteur en latin (1992), habilitée à diriger les recherches en 1992, ancien membre junior de l'Institut universitaire de France, a été successivement (depuis 1984) assistante normalienne docteur, puis maître de conférences de latin et de néo-latin à l'Université de Rouen, puis professeur de latin et de néo-latin aux universités de Valenciennes, de Lille III et de Paris-Sorbonne. Elle a été nommée en 1997 directeur d'études cumulant (Langue et littérature latines de la Renaissance) à l'École pratique des Hautes Etudes à la Sorbonne (Section des Sciences historiques et philologiques), puis en 2007 directeur d'études non-cumulant. Perrine Galand a dirigé une vingtaine de doctorats et d'HDR. Elle a pris sa retraite anticipée en septembre 2017, elle n'a pas souhaité que des mélanges lui soient offerts mais a eu le privilège de recevoir en privé de ses élèves et amis, selon la tradition humaniste, un magnifique et unique album amicorum illustré.
En 2001, à l'université de Paris-Sorbonne, elle a créé avec Carlos Lévy en 2001 la Jeune Equipe Traditions romaines, devenue l'Equipe d'accueil 4081 Rome et ses renaissances, qui privilégiait, contre les clivages traditionnels de l'université, une étude des cultures latines (philosophie et poétique) dans la diachronie, jusqu'au monde moderne, 
En 2012, elle a quitté cette équipe pour l'EA 4116 SAPRAT (Savoirs et Pratiques de l'Antiquité au XIXe siècle) dirigée par B. Mondrain à l'EPHE. 
Elle a créé aux Presses de l'Université de Paris-Sorbonne (PUPS) la collection Rome et ses renaissances, qu'elle a dirigée jusqu'en 2010.
Elle co-dirige encore avec Wim Verbaal, professeur de latin à l Université de Gand, Belgique, la collection Latinitates aux éditions Brepols, Turnhout.
En 2007 elle a fondé et dirigé la revue en ligne Camenae, puis en 2011 l'a co-dirigée avec Virginie Leroux (qui lui a succédé à l'EPHE en 2017). La revue est depuis 2012 hébergée par le site de l'équipe SAPRAT, à l'EPHE.
P. Galand est membre fondateur et présidente honoraire du bureau de la Société d'études médio- et néo-latines (SEMEN-L); membre du comité scientifique de la Société internationale des Amis de Cicéron; membre du Comité de rédaction de la revue Bibliothèque d'Humanisme et Renaissance; membre du comité de rédaction de la revue en ligne Le Verger (association Cornucopia)
P. Galand a travaillé sur la poétique latine d'auteurs italiens comme Ange Politien, Giovanni Pontano, Enea Silvio Piccolomini, Pacifico Massimi (Quattrocento), Pietro Crinito (début XVIe s.), puis sur leur influence, et plus largement sur la pédagogie (et la transmission des classiques) et la poétique néo-latines dans l'Europe du Nord, en France: Jean Salmon Macrin, Nicolas Bérauld, Joachim et Jean Du Bellay, Jean Dorat, La Boétie, Madeleine de Villeroy, Michel de L'Hospital; en Allemagne: Jacobus Micyllus; en Suisse: Vadianus; aux Pays-Bas: Jean Second.

## Ouvrages
- Les Silves d'Ange Politien, édition, traduction française et commentaire, Paris, Les Belles Lettres, 1987 (Classiques de l'Humanisme), 400 p.
- Suétone, Vies des Douze Césars, introduction et notes (traduction de P. Klossowski), Paris, Le Livre de poche Classique, 1990, 572 p.
- Le Reflet des fleurs : Description et métalangage poétique d'Homère à la Renaissance, Genève, Droz, 1994, 662 p. (Travaux d’Humanisme et Renaissance, 283)
- Pétrone, Satiricon, introduction et notes (traduction d’A. Ernout), Paris, Le Livre de Poche Classique, 1995, XL + 181 p.
- Les Yeux de l’éloquence. Poétiques humanistes de l’évidence, Orléans-Caen, Paradigme, 1995, 334 p. (L’Atelier de la Renaissance)
- Le "Génie” latin de Joachim du Bellay, La Rochelle, Rumeur des Âges, 1995, 112 p.
- Direction d'ouvrage: Les Décadents à l’école des Alexandrins, Actes des journées d’étude des 30 novembre et 1er décembre 1995, Université de Valenciennes, 1996, Lez Valenciennes n° 19 (Presses de l’Université), 320 p.
- Direction d'ouvrage : La Poétique de Jean Second et son influence au XVIe siècle : études rassemblées et présentées par J. Balsamo et P. Galand-Hallyn, Actes du colloque international des 6 et 7 février 1998, École normale supérieure du boulevard Jourdan, Paris, Les Belles Lettres- Klincksieck (Les cahiers de l'Humanisme, série, vol. 1), 2000.
- Codirection d’ouvrage avec F. Hallyn, Université de Gand: Poétiques de la Renaissance. Le modèle italien, le monde franco-bourguignon et leur héritage en France au XVIe siècle, Genève, Droz [Travaux d'Humanisme et Renaissance no 348], 2001, 808 p.
- Jean-Antoine de Baïf, Second livre des Poemes, édition critique et annotation, dans Jean-Antoine de Baïf, Œuvres complètes, I, Œuvres en rimes, première partie : Neuf Livres des Poemes, sous la dir. de J. Vignes, Paris, Champion, 2002.
- Avec la collaboration de G. A. Bergere, Un professeur-poète humaniste : Johannes Vaccaeus, La Sylve Parisienne (1522), Genève, Droz, 2002, 400 p. (Travaux d'Humanisme et Renaissance n° 369).
- Direction d’ouvrage en collaboration avec F. Hallyn, professeur à l’Université de Gand, et G. Tournoy, professeur à l’Université de Leuven, La philologie humaniste et ses représentations dans la théorie et dans la fiction, actes du colloque international de l’Université de Gand, 6-9 novembre 2002, 2 vol, Genève, Droz, 2005, 650 p. (Romanica Gandensia).
- Direction d’ouvrage en collaboration avec C. Levy, professeur à l’Université de Paris IV, Vivre pour soi, vivre dans la cité, de l’Antiquité à la Renaissance, Paris, Presses de l’Université de Paris-Sorbonne, 2006, 334 p. (Rome et ses Renaissances no 1)
- Direction d’ouvrage : coéditrice pour les communications francophones des Acta Conventus Neo-Latini Bonnensis, général ed. R. Schnur, Tempe, Arizona, Medieval and Renaissance Texts and Studies, 2006, 906 p.
- Direction d’ouvrage en collaboration avec C. LEVY, Université de Paris IV, La villa et l'univers familial dans l'Antiquité et à la Renaissance, actes du colloque de l’Equipe « Traditions romaines » des 27-28 juin 2003, Université de Paris IV-Sorbonne, Paris, Presses de l’Université de Paris-Sorbonne (PUPS) [Rome et ses Renaissances n° 2], 2008, 291 pages.
- Direction d’ouvrage en collaboration avec C. LEVY et W. VERBAAL, Le Plaisir dans l’Antiquité et à la Renaissance, Turnhout, Brepols [Latinitates n°1], 2008
- Direction d’ouvrage, en collaboration avec M. DERAMAIX, Université de Rouen, IUF, G. VAGENHEIM, Université de Rouen, IUF et J. VIGNES, Université de Paris VII, Les Académies humanistes en Italie et en France : idéaux et pratiques, Actes du colloque international tenu à l’Université de Paris IV-Sorbonne et à l’IUF, 12-14 juin 2003, avec une préface de Marc Fumaroli, de l’Institut, Genève, Droz, 2008.
- Direction d’ouvrage en collaboration avec S. LAIGNEAU, C. LEVY et W. VERBAAL, La Société des amis à Rome et dans la littérature médiévale et humaniste, Turnhout, Brepols [Latinitates 2], 2008
- Manifestes littéraires dans la latinité tardive. Poétique et rhétorique, actes du colloque international de Paris, 23-24 mars 2007, sous la dir. de P. Galand et Vincent ZARINI, avec une introduction de L. Pernot, Paris, Collection des Etudes Augustiniennes, 2009
- Ecritures latines de la mémoire de l'Antiquité au XVIe siècle, études réunies par Hélène Casanova-Robin et Perrine Galand, Paris, Éditions Classiques Garnier [Colloques, congrés et conférences sur la Renaissance européenne], 2010
- Quintilien ancien et moderne, Etudes réunies par Perrine Galand, Fernand Hallyn, Carlos Lévy et Wim Verbaal, Turnhout, Brépols [Latinitates 3], 2010
- Tradition et créativité dans les formes gnomiques en Italie et en Europe du Nord (XIVe – XVIIe siècles), Etudes réunies par Perrine Galand, Gino Ruozzi, Sabine Verhulst, Jean Vignes, Turnhout, Brepols [Latinitates 4], 2011
- en co-direction avec J. NASSICHUK (Université de Western-Ontario), Le lyrisme conjugal en Europe à la Renaissance, Genève, Droz, juin 2011
- La "silve": histoire d'une écriture libérée en Europe de l'Antiquité au XVIIIe siècle, Etudes réunies par Perrine Galand et Sylvie Laigneau, Turnhout, Brépols [Latinitates 5], 2013
- En collaboration avec L. PETRIS et D. AMHERD (Université de Neuchâtel), Michel de L’Hospital, Carmina, vol. I, édition critique, traduction et commentaire, Genève, Droz, 2014
- Nicolas Bérauld. Praelectio et commentaire à la Silve Rusticus d’Ange Politien  [1513], édition, traduction et commentaire, avec la collaboration de G. A. Bergère, A. Bouscharain et O. Pedeflous, Genève, Droz [Travaux d’Humanisme et Renaissance], 2015, LXVIII-614 p.
- en collaboration avec E. MALASPINA, Vérité et apparence, Mélanges en l’honneur de Carlos Lévy,  offerts par ses amis et ses disciples, Turnhout, Brepols [Latinitates 8], 2016
- En cours d'achèvement:
- Edition des Œuvres complètes du grand poète humaniste Jean Second (Janus Secundus) en 5 volumes, la direction du projet entrepris en 2005 par P. Galand a été confiée par elle à V. LEROUX; à  paraître à Genève, Droz,
- En collaboration avec Matthieu DEJEAN, Chanteloup/Cantilupum ou l’apologie des Villeroy-Neuville : un jardin topiaire, philosophique et culturel, et son poème latin, à paraître à Genève, chez Droz
- En collaboration avec L. PETRIS (Université de Neuchâtel) et une équipe du FNS, David AMHERDT, Laure CHAPPUIS SANDOZ, Ruth STAWARZ-LUGINBUEHL, Christian GUERRA,  Michel de L’Hospital, suite de l’édition intégrale des Carmina, édition critique, traduction et commentaire, Genève, Droz, livres II-IX